# بولنهورست أند كيسو (بيدفوردشير)
بولنهورست أند كيسو (بالإنجليزية: Bolnhurst and Keysoe)‏ هي قرية وأبرشية مدنية تقع في المملكة المتحدة في بيدفوردشير. يقدر عدد سكانها بـ 734 نسمة .